# Panteão da Pátria e da Liberdade Tancredo Neves

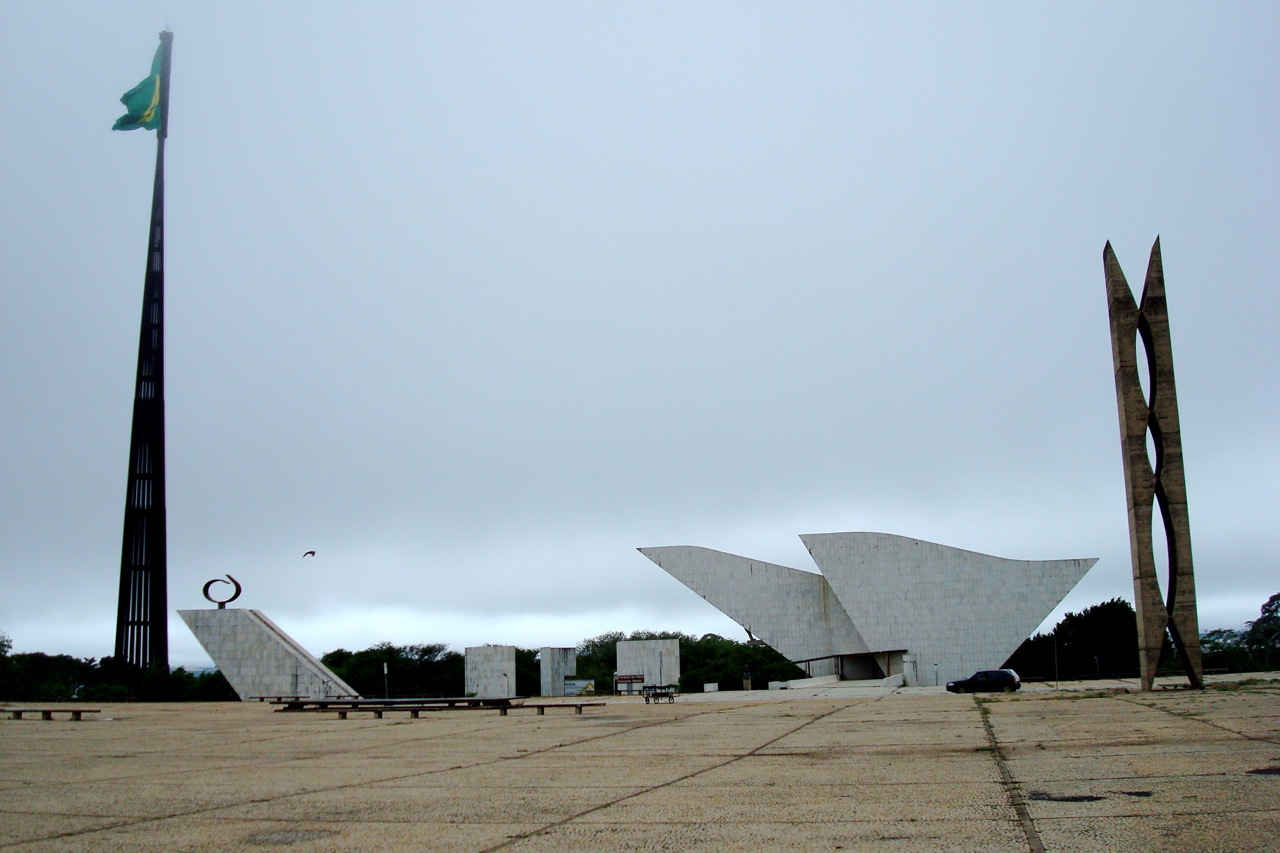
Das Panteão da Pátria e da Liberdade Tancredo Neves

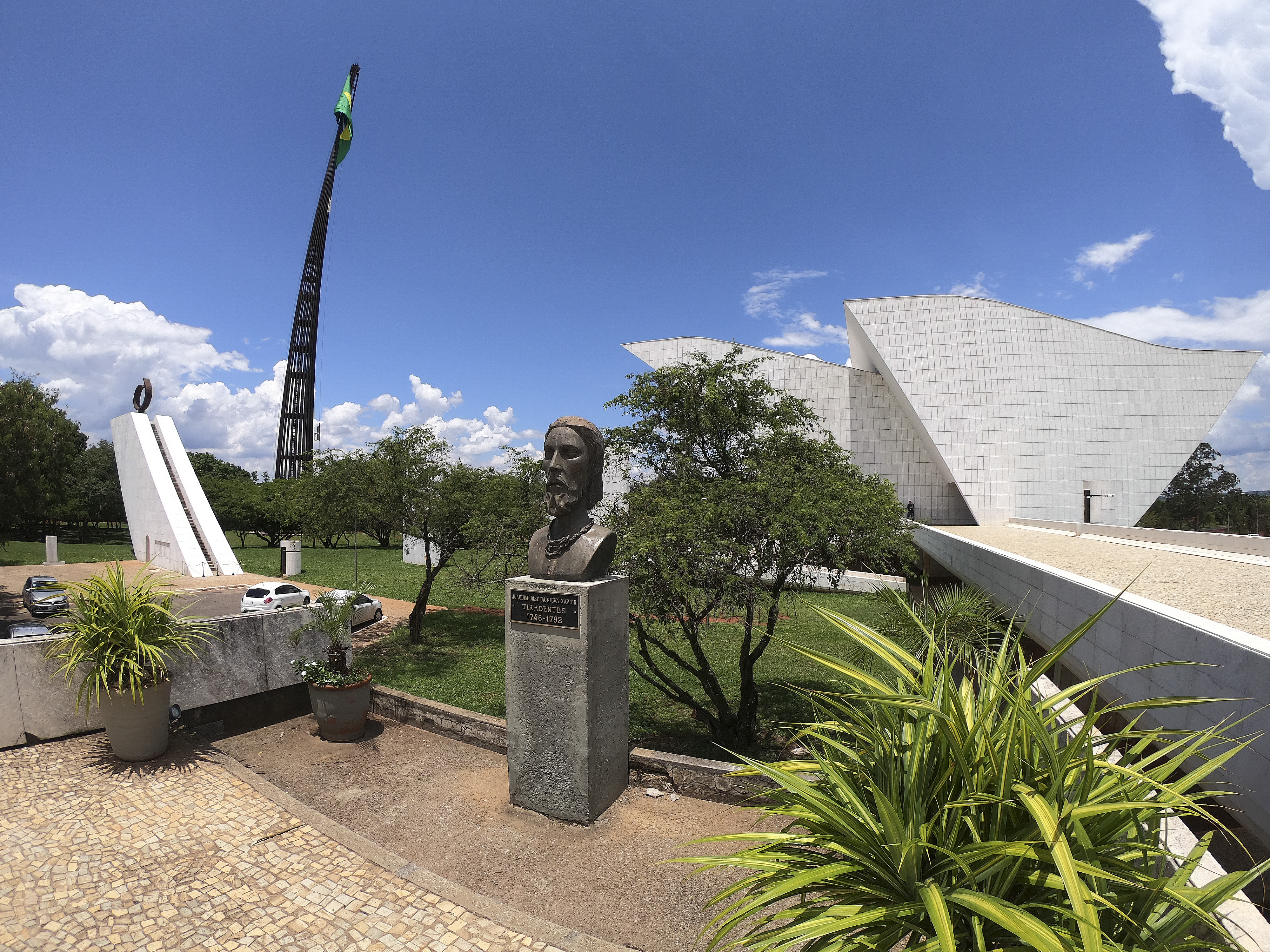
Pantheon von Heimat und Freiheit

Das Panteão da Pátria e da Liberdade Tancredo Neves (deutsch: Pantheon des Vaterlandes und der Freiheit Tancredo Neves) ist ein Gebäudekomplex an der Praça dos Três Poderes in  Brasília, der Hauptstadt Brasiliens. Benannt wurde es nach Tancredo Neves, dem Gouverneur des Bundesstaates Minas Gerais, der nach 20 Jahren Militärdiktatur zum Präsidenten Brasiliens gewählt wurde und 1985 kurz vor seiner Amtseinführung verstarb.
Das Pantheon ist all denen gewidmet, die sich um Brasilien verdient gemacht haben, unabhängig davon, ob es sich um geborene Brasilianer oder Ausländer handelt. Die Namen der Gewürdigten werden im Livro de Aço („Stählernes Buch“) festgehalten, das auch Livro dos Heróis da Pátria („Buch der Helden des Vaterlandes“) genannt wird. Die hier Aufgeführten gelten als Nationalhelden. Die Aufnahme einer neuen Person in das Pantheon wird mit einer besonderen Zeremonie gefeiert und mit der Gravur des Namens in das Buch besiegelt.

## Baugeschichte
Der Gebäudekomplex bildet den östlichen Abschluss des Platzes der drei Gewalten. Er beruht auf einem Entwurf des Architekten Oscar Niemeyer  aus dem Jahr 1985. Die Grundsteinlegung erfolgte am 15. Oktober 1985 durch den damaligen Präsidenten Frankreichs, François Mitterrand, im Beisein des Präsidenten Brasiliens José Sarney. Die feierliche Einweihung erfolgte am 7. September 1986.
Das Pantheon wurde anlässlich des 100. Geburtstags des Architekten gemeinsam mit 34 anderen Werken Niemeyers 2007 durch das IPHAN (Instituto do Patrimônio Histórico e Artístico Nacional, deutsch Institut des nationalen historischen und künstlerischen Erbes) in die Liste historischer Monumente aufgenommen.

## Gestaltung
Das Pantheon besitzt auf drei Etagen eine Gesamtfläche von 2.105 m².
Der im zweiten Geschoss gelegene rote Saal zeigt die „Wand der Freiheit“ von Bulcão Athos. Das Kunstwerk besteht aus drei Ziegelmauern mit einer Länge von 13,54 Meter Länge und einer Höhe von 2,76 Metern, die das Dreieckssymbol der Inconfidência Mineira nachbilden.
In der dritten Etage befindet sich das Livro de Aço – zwischen einem Buntglasfenster von Marianne Peretti und dem von João Câmara Filho gestalteten Painel da Inconfidência Mineira. Dieser Fries stellt den Aufstand von Minas Gerais dar und ehrt die Helden der Unabhängigkeitsbewegung des 18. Jahrhunderts. Er besteht aus sieben Bildtafeln, die den Verlauf der Rebellion und die Hinrichtung des Anführers Tiradentes zeigen.

## Nationalhelden im Stählernen Buch
Im Livro de Aço sind heute die folgenden Personen verzeichnet:
- Alferes Joaquim Jose da Silva Xavier, genannt Tiradentes – Aufnahme am 21. April 1992 anlässlich des 200. Jahrestages seiner Hinrichtung
- Zumbi dos Palmares – Aufnahme am 21. März 1997
- Manuel Deodoro da Fonseca – Aufnahme am 15. November 1997 anlässlich des 108. Jubiläums der Ausrufung der Republik
- Pedro I. – Aufnahme am 5. September 1999 anlässlich des 177. Jahrestages der Ausrufung der Unabhängigkeit
- Luís Alves de Lima e Silva, Herzog von Caxias – Aufnahme am 28. Januar 2003
- José Plácido de Castro – Aufnahme am 17. November 2004 anlässlich des 100. Jahrestages des Vertrags von Petrópolis
- Joaquim Marques Lisbon, Marquês von Tamandaré – Aufnahme am 13. Dezember 2004 zu seinem 197. Geburtstag
- Francisco Manuel Barroso da Silva, Baron von Amazonas – Aufnahme am 11. Juni 2005 anlässlich des 140. Jahrestages der Seeschlacht von Riachuelo
- Alberto Santos Dumont – Aufnahme am 26. Juli 2006 zum 100. Jahrestag des Erstfluges der Santos-Dumont 14-bis
- José Bonifácio de Andrade e Silva – Aufnahme am 21. April 2007
- Maria Quitéria de Jesus – Aufnahme am 27. Juli 2018

Bei folgenden Personen wurde die Aufnahme in das Livro de Aço beschlossen, aber noch nicht vollzogen:
- Francisco Alves Mendes Filho, genannt Chico Mendes (beschlossen durch Gesetz 10952 vom 22. September 2004)
- Joaquim do Amor Divino Rabelo, Frei Caneca (beschlossen durch Gesetz 11528 vom 11. Oktober  2007)
- Manuel Luís Osório, Marquês von Erval (beschlossen durch Gesetz 11680 vom 27. Mai 2008)
- Ildefonso Pereira Correia, Baron von Serro Azul (beschlossen durch Gesetz 11863 vom 16. Dezember 2008)
- Antonio de Sampaio (beschlossen durch Gesetz 11932 vom 24. April 2009)
- Sepé Tiaraju (beschlossen am 21. September 2009)
- Ana Ferreira Néri Justina (beschlossen durch Gesetz 12105 vom 2. Dezember 2009)

## Kandidaten zur Aufnahme
Für eine Vielzahl weiterer Personen ist die Aufnahme in das Livro de Aço vorgesehen, das Verfahren ist aber noch nicht abgeschlossen. Jede aufzunehmende Person muss in Form einer Petition zur Aufnahme in das Pantheon vorgeschlagen werden:
- Mário de Almeida Martins, Euclides Miragaia, Drausio Marcondes de Sousa und Antonio Camargo de Andrade
- Júlio César Ribeiro de Sousa (Petition 7466/2006)
- Eduardo Francisco Nogueira (Petition 7311/2006)
- Eduardo Gomes (Petition 6918/2006)
- Joaquim Xavier Curado, Graf von São João das Duas Barras (Petition 6917/2006)
- João Cândido Felisberto (Petition 5874/2005)
- Joaquim Aurelio Barreto Nabuco de Araújo (Petition 5873/2005)
- Mario Kozel Filho (Petition 5508/2005)
- Getúlio Vargas (Petition 3300/2004)
- zweiundzwanzig Opfer des missglückten Starts der Rakete VLS-1 vom 22. August 2003 (Petition 1848/2003)
- Sergio Vieira de Mello (Petition 1782/2003)
- Dr. Vital Brazil Mineiro da Campanha (Petition 1604/2003)
- Dr. Osvaldo Gonçalves Cruz (Petition 1494/2003)
- Mascarenhas Joao Batista de Morais (Petition 1295/2003)
- Heitor Villa-Lobos (Petition 1165/2003)
- José Vieira Couto de Magalhães (Petition 954/2003)
- José de Anchieta (Petition 810/2003)
- Cândido Mariano da Silva Rondon (Petition 562/2003)
- Antonio Carlos Gomes
- Jose Maria da Silva Paranhos Júnior, Baron of Rio Branco (Petition 7403/2002)
- Hipólito José da Costa Furtado de Mendonca (Petition 4401/2001)
- João de Deus Nascimento, Manuel Faustino dos Santos Lira, Luís Gonzaga das Virgens und Lucas Dantas Torres